# Saint Michael (Barbados)
Saint Michael è una delle 11 parrocchie di Barbados e comprende la capitale di questo Stato caraibico, Bridgetown. 
Saint Michael, pertanto, può essere considerata la parrocchia più importante dell'isola, trovandosi inoltre sul suo territorio numerose strutture significative, quali l'ex-manicomio, chiamato dai locali Jenkins, numerose scuole (la prestigiosa Combermere, l'Harrison College e la St. Michael School), la Mount Gay Distilleries oltre che a numerosi uffici governativi (tra i più significativi il Ministero dell Educazione e quello dell'Industria e del Commercio Internazionale).
St. Michael è anche la sede del porto internazionale di Barbados - il Deep Water Harbour. Una fetta molto significativa del traffico turistico dello Stato è dovuta appunto dalla presenza di questo scalo, scelto da numerose linee come tappa crocieristica. Il porto ospita inoltre le strutture per l'imbarco dello zucchero prodotto localmente.